# 알파 DSLT

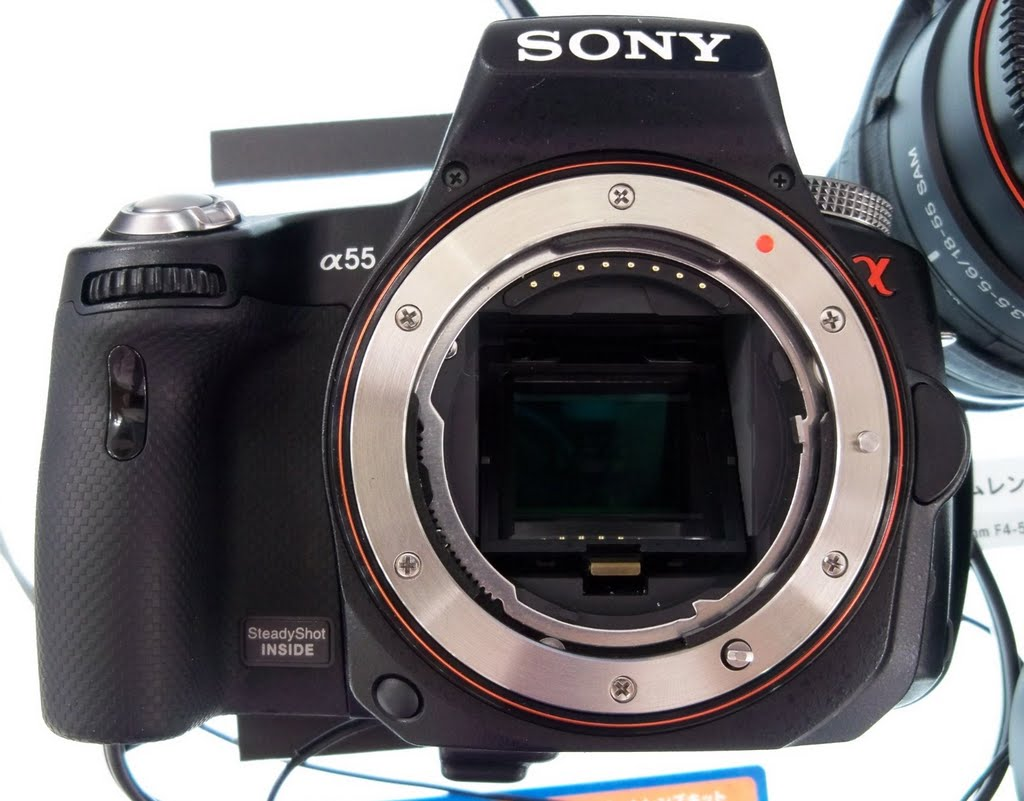

DSLT(영어: Digital Single-Lens Translucent)는 소니가 발표한 디지털 일반 투과식 디지털 카메라이다. 알파 DSLT는 1965년에 출시됐던 최초의 SLT인 Canon pellix의 한계를 극복해, 사장된 기술을 실용화한 시스템이라고 볼 수 있다. 기존에 존재했던 반투명 미러는 화질 저하, 광량 저하, 초점 오류의 문제가 발생하여 곧바로 생산이 중단되었으나, DSLT의 경우 피사체의 초점을 잡는 센서와 이미지 센서 양쪽에 여러차례 빛을 공급해 오차를 없앨 수 있었다. 이 덕분에 고가의 전문가용 카메라에서나 가능하던 초당 10연사가 소니의 혁신적 기술을 바탕으로 입문자용 기종에서도 사용 가능한 것이 되었다. DSLT는 타임지가 선정한 올해의 50대 발명품으로 선정되기도 했다.
2014년 기준으로 소니 A77의 후속기종 A77 II가 출시되었으며 a99 후속 기종이 a99 II (a99 mark2)이다.

## 같이 보기
- 디지털 일안 반사식 카메라